# Klaus Händl
Klaus Händl(Rum, Tirol, 17 de septiembre de 1969) es un actor, director y cineasta austríaco.
Fue al Gymnasium en Innsbruck y estudió arte dramático en Viena, donde empezó a actuar con el grupo  Schauspielhaus.

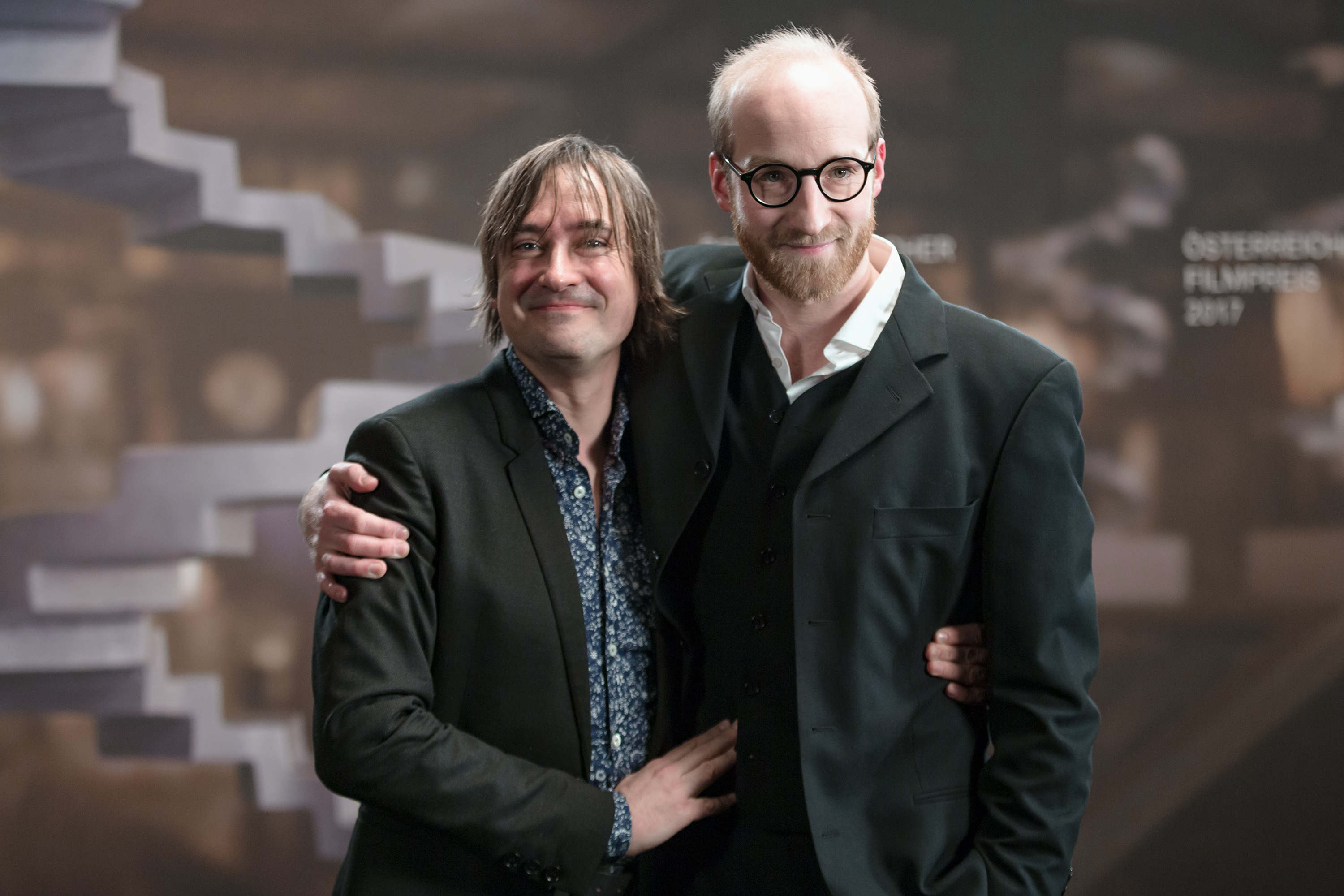
Klaus Händl y Lukas Turtur en Kater (2017)

En la actualidad vive entre Viena, Berlín y Port, e imparte clases de escenografía  en la Universidad de Artes Aplicadas de Viena.